# الأيك في المباهج والأحزان
الأيك في المباهج والأحزان هو نص مفتوح في تأمل حواس الإنسان، للكاتب عزت القمحاوي، وهو عمله الرابع، صدر عام 2002 في سلسلة كتاب الهلال العدد 619، القاهرة.
جاء العمل الرابع لعزت القمحاوي بعد مجموعته القصصية مواقيت البهجة، وصفه بعض النقاد بأنه غير مسبوق في اللغة العربية. والكتاب يصعب تصنيفه تبعاً لجنس أدبي معين؛ فهو عبارة عن فصول حول الحواس، تتضمن تأملات وخبرات الكاتب في الحياة وفي كتابات الآخرين، كما يتضمن حكايات يمكن قراءتها بوصفها قصصاً قصيرة.

## وصلات خارجية
- الكتاب على موقع Good Reads